# Timo Wils
 (janvier 2019).
Si vous disposez d'ouvrages ou d'articles de référence ou si vous connaissez des sites web de qualité traitant du thème abordé ici, merci de compléter l'article en donnant les références utiles à sa vérifiabilité et en les liant à la section « Notes et références ».
 (janvier 2019).
Pour les articles homonymes, voir Wils.
Timo Wils, né le 17 mai 1996 à Voorschoten, est un acteur néerlandais.

## Filmographie

### Cinéma et téléfilms
- 2014 : Brugklas (nl) :  Sjoerd
- 2014-2018 : Spangas :  Lef Evers
- 2015 : Spangas in actie (nl) : Lef Evers
- 2016 : Kappen! (nl) : Maarten
- 2018 : Spangas op Zomervakantie (nl) : Lef